# جاكوب تراتت
جاكوب تراتت (بالإنجليزية: Jacob Tratt)‏ (14 سبتمبر 1994 بدوبو في أستراليا - ) هو لاعب كرة قدم أسترالي في مركز الوسط.

## روابط خارجية
- جاكوب تراتت على موقع قاعدة بيانات كرة القدم.إي يو (الإنجليزية)
- جاكوب تراتت على موقع Soccerway.com (الإنجليزية)